# Tricleocarpa cylindrica
Espèce
Synonymes
- Corallina cylindrica J.Ellis & Solander, 1786[2]
- Galaxaura conglutinata Kjell., 1900[2]
- Galaxaura cyclindrica (Solander) J.V.Lamouroux[2]
- Galaxaura cylindrica (J.Ellis & Solander) J.V.Lamouroux, 1821[2]
- Galaxaura fastigiata Decaisne, 1842[2]
- Halysium cylindricum (J.Ellis & Solander) Kützing, 1843[2]

Tricleocarpa cylindrica est une espèce d’algue rouges de la famille des Galaxauraceae.